# Passivering
Inden for fysisk kemi og ingeniørkundskab dækker passivering over en behandling, der gør et materiale "passivt", hvilket vil sige at de bliver mindre påvirket eller korroderet af det miljø, som materialet befinder sig i. Passivering består i at der dannes et ydre lag af et passivt materiale, som enten påføres som mikrocoating, dannes ved en kemisk reaktion med materialet selv eller bliver dannet ved spontan oxidation med luften. Som en teknik benyttes et tyndt lag af beskyttende materiale som metaloxid til at lave en skal der beskytter mod korrosion. Passivering kan ske under særlige betingelser, og det bruges i mikroelektronik for at forbedre silicium. Teknikken med passivering styrker og bevarer udtrykket på metallet.
Metal danner naturligt en hård relativt inert overflade, når det bliver udsat for luft, som det eksempelvis ses med sølv, der anløber. Med andre metaller, som bl.a. jern, bliver der dannet en mere rug og porøs overfladen, der kun sidder løst fast. I disse tilfælde bliver en stor del af metallet fjernet, enten som aflejringer eller opløst i miljøet. Korrosionscoating reducerer mængden af korrosion i varierende grad, afhængig af metalbasen og det miljø, som metallet befinder sig i, og det sker meget langsomt ved stuetempereratur for aluminium, chrom, zink, titanium og silicium; skallen forhindrer dybere korrosion og fungere som en form for passivering. Det inerte overfladelag kaldes "det indbyggede oxidlag", og det er normal en oxid eller nitrid med en tykkelse af et monolag på 0,1-0,3 nm (1-3 Å) for ædelmetaller som platin og omkring 1,5 nm (15 Å) for silicium, og tættere på 5 nm (50 Å) for aluminium efter flere år.
Overfladepassivering beskriver en almindelig fremstillingsmetode til halvledere, der er ekstremt vigtig i moderne elektronik. Det er med denne metode at halvlederoverflader bliver gjort inerte, og ikke ændrer egenskaber som følge af interaktioner med luft eller andre materialer efter behandlingen. Det bliver typisk opnået ved brug af en form for termisk oxidation. I en silicium-halvleder tillader denne proces, at elektricitet kan blive ledet igennem overfladen og kan overvinde overfladetilstande der forhindrer elektriciteten i at nå frem til det halvledende lag. Overfladepassivering med termisk oxidation er en af de vigtigste egenskaber i siliciumteknologi, og den er dominerende i mikroelektronik. Den kendes også som Atallapassiveringsteknikken, efter den oprindeligt blev udviklet af Mohamed M. Atalla på Bell Labs i slutningen af 1950'erne. Metoden anvendes ofte til at fremstille MOSFETs (metal-oxide-semiconductor field-effect transistors, på dansk metal-oxid-halvleder-felteffekttransistor) og mikrochips med integrerede siliciumkredsløb (med planar-processen), og den er kritisk for halvlederindustrien. Overfladepassivering er også meget vigtig for solcelleer- og carbon-kvantum-plet-teknologier.